# John Hospers
John Hospers, född 9 juni 1918 i Pella, Iowa, död 12 juni 2011 i Los Angeles, Kalifornien, var en amerikansk filosof. Hospers var professor i filosofi i New York. Hans författarskap innefattade, förutom grundläggande filosofiska läroböcker, ämnen som estetik och politisk filosofi. Han var den första presidentkandidaten för Libertarian Party 1972.